# SN 1983S
SN 1983S – supernowa typu II odkryta 6 października 1983 roku w galaktyce NGC 1448. W momencie odkrycia miała maksymalną jasność 14,50m.